# Sotero Sanz Villalba
Sotero Sanz Villalba (* 22. April 1919 in El Buste, Aragonien; † 17. Januar 1978) war ein spanischer Geistlicher, römisch-katholischer Erzbischof und Diplomat des Heiligen Stuhls.

## Leben
Sotero Sanz Villalba empfing am 4. Juli 1942 das Sakrament der Priesterweihe.
Am 16. Juli 1970 ernannte ihn Papst Paul VI. zum Titularerzbischof von Emerita Augusta und bestellte ihn zum Apostolischen Nuntius in Chile. Der Erzbischof von Toledo, Vicente Kardinal Enrique y Tarancón, spendete ihm am 12. September desselben Jahres die Bischofsweihe; Mitkonsekratoren waren der Erzbischof von Tarragona, Benjamín Kardinal de Arriba y Castro, und der Erzbischof von Saragossa, Pedro Cantero Cuadrado. Am 24. November 1977 wurde Sotero Sanz Villalba Apostolischer Delegat in Mexiko.